# Rugathodes
Genre
Rugathodes est un genre d'araignées aranéomorphes de la famille des Theridiidae.

## Distribution
Les espèces de ce genre se rencontrent en zone holarctique.

## Liste des espèces
Selon World Spider Catalog (version 23.0, 06/03/2022) :
- Rugathodes acoreensis Wunderlich, 1992
- Rugathodes aurantius (Emerton, 1915)
- Rugathodes bellicosus (Simon, 1873)
- Rugathodes instabilis (O. Pickard-Cambridge, 1871)
- Rugathodes madeirensis Wunderlich, 1987
- Rugathodes minioculatus Wunderlich, 2022
- Rugathodes nigrolimbatus (Yaginuma, 1972)
- Rugathodes pico (Merrett & Ashmole, 1989)
- Rugathodes sexpunctatus (Emerton, 1882)

## Systématique et taxinomie
Ce genre a été décrit par Archer en 1950 comme un sous-genre de Theridion. Il est placé en synonymie avec Theridion par Levi en 1957. Il est relevé de synonymie et élevé au rang de genre par Wunderlich en 1987.

## Publication originale
- Archer, 1950 : « A study of theridiid and mimetid spiders with descriptions of new genera and species. » Alabama Museum of Natural History Paper, vol. 30, p. 1-40.